# Highlander (franquicia)
Highlander es una franquicia creada por Gregory Widen. La serie comenzó con Highlander, una película fantástica de 1986 protagonizada por Christopher Lambert, que interpretaba a Connor MacLeod, el Highlander titular. Ha habido cuatro películas de Highlander en cines, una película para televisión, dos series de televisión de acción real, una serie de televisión de animación, una película de anime, novelas originales, cómics y diversos productos con licencia.
El protagonista de la serie, Connor MacLeod, nació en Glenfinnan, en las Tierras Altas escocesas, en el siglo XVI, y forma parte de un grupo de inmortales dotados de una energía llamada el Recrudecimiento, que sólo pueden morir si son decapitados. Con el tiempo se introdujeron otros protagonistas inmortales del clan MacLeod, como Duncan MacLeod, Quentin MacLeod y Colin MacLeod, cada uno de los cuales existe en su propia línea temporal.
En televisión, Highlander: La serie se emitió durante seis temporadas, de 1992 a 1998, protagonizada por Adrian Paul en el papel de Duncan MacLeod, pariente de Connor, otro Highlander inmortal nacido décadas más tarde. Entre los personajes recurrentes de la serie figuraban la ladrona inmortal Amanda (Elizabeth Gracen) y el inmortal de más edad Methos (Peter Wingfield), que tuvieron sendos programas derivados, Highlander: The Raven y The Methos Chronicles, respectivamente, que duraron una temporada.

## Películas

### Highlander (1986)
La película original Highlander, dirigida por Russell Mulcahy, se estrenó el 7 de marzo de 1986 con el eslogan "Sólo puede haber uno". La película contiene varias escenas retrospectivas en las que se narra la historia de Connor MacLeod (Christopher Lambert), del clan MacLeod. Tras morir en el campo de batalla en 1536 y volver a la vida completamente curado, Connor recibe el consejo de un espadachín egipcio que se hace llamar Juan Sánchez-Villalobos Ramírez (Sean Connery). El joven Highlander aprende que él y otros forman parte de un raro número de humanos nacidos a lo largo de la historia en diferentes partes del mundo que poseen el "Quickening", un poder que los conecta con la naturaleza, los deja incapaces de tener hijos y los convierte en seres sin edad e incapaces de morir a menos que sean decapitados. Los inmortales pueden absorber el poder de otro tomando su cabeza, por lo que muchos luchan entre sí en combates mortales para aumentar su poder. Ramírez dice que un día, cuando sólo queden unos pocos, serán arrastrados a una "tierra lejana" y lucharán en el Encuentro, donde el último superviviente se llevará el Premio: el poder reunido de todos los inmortales que han vivido, suficiente para esclavizar a la humanidad.
En la historia actual de la película, el Encuentro tiene lugar en 1985 en Nueva York, donde MacLeod vive como anticuario y trabaja con su hija adoptiva Rachel. El Highlander aún vive y debe asegurarse de que el Premio no lo gane El Kurgan (Clancy Brown), el mismo inmortal despiadado que una vez le dio caza y mató a Ramírez siglos atrás. A medida que se acerca la batalla final, MacLeod reflexiona sobre su vida con su hija adoptiva Rachel Ellenstein (Sheila Gish) y conoce a un nuevo amor, la científica forense Brenda Wyatt (Roxanne Hart).
La película se titulaba Clan de la Sombra y Príncipes del Universo en los primeros borradores. Tras su estreno, la película no fue un éxito financiero y recibió malas críticas, pero se hizo con un gran número de seguidores de culto, fue un éxito internacional y muchos la consideran la mejor película de la serie.
La partitura orquestal original fue compuesta por Michael Kamen. Queen produjo e interpretó la banda sonora, publicada en el álbum A Kind of Magic (una referencia a una frase utilizada por Connor en la película para explicar su capacidad de sobrevivir a la muerte). También se utilizaron sonidos de la banda sonora en Highlander: The Series, y el tema "Princes of the Universe" se convirtió en la canción principal de la introducción de la serie.
La película recaudó 12,9 millones de dólares en todo el mundo, con 5,9 millones en Estados Unidos y Canadá.

### Highlander II: The Quickening (1991)
Highlander II: The Quickening fue dirigida inicialmente por Russell Mulcahy. El rodaje se realizó casi íntegramente en Argentina. Tras la quiebra económica del país, los inversores tomaron el control directo de la película, eliminando a Mulcahy y su influencia creativa y alterando la historia. Estrenada el 1 de noviembre de 1991, la película transcurre principalmente en 2024, con escenas retrospectivas de acontecimientos ocurridos en la Tierra en la década de 1990 y también en el planeta Zeist "hace 500 años". La película ofrece una historia sobre el origen de los inmortales, presentando a Ramírez y MacLeod como revolucionarios alienígenas de Zeist que se oponen a los gobernantes corruptos y al general Katana (Michael Ironside). Ramírez y MacLeod, que comparten un vínculo debido a una magia llamada "el Despertar", son exiliados a la Tierra junto con otros. En la Tierra se convierten en inmortales y se ven obligados a matarse unos a otros hasta que sólo quede uno con vida. El ganador tendrá que elegir: convertirse en mortal y vivir su vida en la Tierra o regresar a Zeist ya perdonado de todos sus crímenes. Esta historia de origen contradice la edad y la historia de Ramírez en la primera película, la infancia de Connor creciendo en Escocia y las circunstancias de cómo ambos se conocieron por primera vez, pero no se ofrece ninguna explicación para estas contradicciones. Highlander II tampoco explica por qué MacLeod ya no parece tener acceso al poder que ganó al final de la película anterior, que le permitía conocer los pensamientos y sueños de todas las personas vivas. Sólo se menciona la mortalidad que ganó.
En la historia principal de la película, la capa de ozono se deteriora y muchos mueren a causa de la radiación solar en 1994, entre ellos Brenda Wyatt (de la que ahora se dice que es la mujer de Connor). En 1999, MacLeod supervisa a un equipo que crea un Escudo de energía en todo el planeta. La Tierra está protegida, pero ya no puede ver el cielo ni la luz natural del sol. En 2024, la humanidad está sumida en la desesperación, ya que la sociedad está abrumada por la violencia y el crimen. El Escudo está ahora bajo el control de The Shield Corporation (TSC), que cobra a los países grandes sumas por su protección. Tras ganar el Premio en 1985, MacLeod se convirtió en mortal y ha envejecido físicamente hasta convertirse en un frágil anciano. Preocupada por la posibilidad de que el Highlander regrese a Zeist, Katana envía esbirros inmortales tras él. MacLeod se defiende y sus atacantes mueren, sus energías inmortales le devuelven la juventud. Se alía con Louise Marcus (Virginia Madsen), una radical política que sabe que el ozono se ha curado y que TSC está encubriendo la verdad para seguir obteniendo beneficios. A ellos se une Ramírez, a quien MacLeod devuelve a la vida a través de su vínculo mágico. Luchan contra Katana y finalmente liberan a la Tierra del Escudo.
Cuando Highlander II se estrenó en 1991, recibió muy malas críticas en todo el mundo, y actualmente se considera una de las peores películas de la historia. Russell Mulcahy quedó decepcionado con la película y más tarde hizo su propia versión renegada, reeditando el metraje y eliminando toda referencia verbal a los inmortales como alienígenas de un planeta llamado Zeist. El metraje de Zeist se reutilizó como un flashback de una antigua civilización tecnológicamente avanzada que existió en la Tierra antes de que se registrara la historia (no se dice el nombre ni la ubicación de esta civilización). Ahora se dice que MacLeod y Ramírez fueron miembros de esta antigua sociedad y se afirma que ellos, junto con Katana y otros, vuelven a ser raros seres humanos nacidos con su inmortalidad. Aunque la película sigue mostrando a Ramírez blandiendo una forma de magia, ésta ya no se denomina el "Quickening". Los gobernantes de esta antigua sociedad destierran entonces a los revolucionarios y criminales inmortales a diferentes puntos del futuro, permitiendo que Ramírez sea enviado al antiguo Egipto mientras MacLeod se convierte en un Highlander en la Escocia del siglo XVI, reencontrándose ambos más tarde. Se dice que el ganador del Premio puede convertirse en mortal y vivir su vida «en el futuro» o elegir regresar a su civilización original en un pasado lejano.
En 2004, se publicó una edición especial con varias modificaciones, incluidos nuevos efectos visuales generados por ordenador en toda la película (y el cambio del Escudo de rojo a azul oscuro, como se pretendía en un principio). Aunque muchos fanes consideraron que la Versión Renegada y la Edición Especial eran mejores que la película original, la recepción general fue algo desigual.

### Highlander III: The Sorcerer (1994)
Highlander III: The Sorcerer (titulada alternativamente Highlander: The Final Dimension) se estrenó a finales de 1994 en Filipinas y el Reino Unido y el 27 de enero de 1995 en Estados Unidos. Se trata de una secuela directa de la película original, que ignora y contradice la historia de Highlander II. Tras la muerte de Brenda Wyatt en un accidente de coche en 1987, MacLeod vive en Marrakech con su hijo adoptivo John. En 1994, es perseguido por el guerrero Kane (Mario Van Peebles), que se perdió el Encuentro original porque fue enterrado en las profundidades de una cueva japonesa por arte de magia, aislándolo del Juego. Tras matar y absorber el poder del segundo maestro de MacLeod, el hechicero Nakano (Mako), Kane es un maestro de la ilusión. Al darse cuenta de que hay otros inmortales de nuevo, Connor regresa a Nueva York para asegurarse de que Kane no gana el Premio. Por el camino, encuentra un nuevo amor, la arqueóloga Dra. Alex Johnson (Deborah Unger) que se parece a una mujer que MacLeod amó durante la Revolución Francesa. Kane secuestra a John y atrae a MacLeod a una batalla final en Nueva Jersey. MacLeod gana y se marcha para empezar una nueva vida con John y Alex.
La película recaudó 36,7 millones de dólares en todo el mundo, con 13,7 millones en Estados Unidos y Canadá. Los críticos afirman que fue poco más que un refrito de la primera película.

### Highlander: Endgame (2000)
Highlander: Endgame se estrenó en los cines el 1 de septiembre de 2000. En lugar de ser una secuela directa de la franquicia cinematográfica Highlander, siguió la continuidad de la recién terminada Highlander: La Serie, actuando como puente de la franquicia al estar protagonizada tanto por Connor MacLeod, protagonista de la película anterior, como por Duncan MacLeod, protagonista de la serie de televisión. En el canon de la serie de televisión, los acontecimientos de la película Highlander original seguían teniendo lugar, pero no se ganaba el Premio porque muchos inmortales seguían viviendo en la Tierra en 1985. El protagonista de la serie, Duncan, es presentado en el primer episodio como otro inmortal del clan MacLeod que nació décadas después de que Connor abandonara el clan. Christopher Lambert apareció como Connor en el primer episodio, revelando haber sido el maestro de Duncan en los caminos de los inmortales.
El antagonista de la película, que transcurre en el presente, es Jacob Kell (Bruce Payne), un malvado inmortal que ignora las reglas del Juego. Kell guarda un rencor secular a Connor MacLeod y mata a su hija adoptiva Rachel Ellenstein cuando pone una bomba en su antigua tienda de antigüedades de Nueva York. Tras la muerte de Rachel, Connor se desilusiona con la vida y pasa una década en una fortaleza oculta conocida como el Santuario. Cuando Kell descubre el Santuario diez años después, Connor y Duncan unen sus fuerzas contra él. Creyendo que ninguno de los dos puede derrotar a Kell solo, Connor, cansado de su vida inmortal, insiste en ser asesinado por Duncan para que el joven MacLeod pueda poseer su poder combinado. Duncan lo hace a regañadientes y derrota a Kell.
La reacción de la crítica a Highlander: Endgame fue negativa. En Rotten Tomatoes tiene una calificación del 12%, basada en 52 críticas,más alta que Highlander II y Highlander III, ambas con un 5% o menos,y una puntuación de 21 sobre 100 en Metacritic, basada en 16 críticas.
La película fue una bomba de taquilla, consiguiendo recaudar 15 millones de dólares de su presupuesto de 25 millones. La película se estrenó en el puesto 3, recaudando 5.067.331 dólares en el fin de semana de apertura. Recaudó 12.811.858 dólares en el país y 3.031.750 dólares en el extranjero, con un total mundial de 15.843.608 dólares. Sin embargo, la película se vendió mejor cuando se estrenó en DVD. Esto llevó a los productores a lanzar la versión del director de la película, añadiendo nuevas secuencias junto con mejores efectos especiales y pistas de audio, y reeditando ciertas partes de la historia. La acogida de la versión del director fue desigual, pero mejor que la del estreno en cines.

### Highlander: The Source(2007)
Highlander: The Source se estrenó en el canal Sci Fi el 15 de septiembre de 2007 y continúa el canon de Highlander: La película transcurre en una versión futura de la Tierra en la que la sociedad humana se ha sumido en la violencia y el caos. Duncan MacLeod y un grupo de aliados buscan un pozo de energía en Europa del Este que podría ser la legendaria Fuente de la inmortalidad, mientras luchan contra el Guardián (Cristian Solimeno), un inmortal dotado de habilidades sobrehumanas. La historia y la mitología de la Fuente debían ampliarse en futuras películas, pero la recepción de la Fuente fue muy negativa y se cancelaron los planes de continuar con la historia. En 2008 se estrenó un cortometraje titulado "Reunion", escrito por el productor de la serie de televisión David Abramowitz y dirigido por Don Paonessa, en el que aparecían los personajes de la serie, pero no se mencionaban los acontecimientos de Highlander: El origen. En la Highlander Worldwide Convention del año siguiente, Abramowitz y otros miembros de la serie de televisión se refirieron a Highlander: The Source como un "mal sueño" de Duncan. Ese mismo año, Big Finish Productions publicó con licencia oficial Highlander: The Series con licencia oficial que contradecía los acontecimientos de The Source.

### Futuro
En 2008, Summit Entertainment compró los derechos de la franquicia con la intención de hacer un remake de la película original de 1986. Los guionistas Art Marcum y Matt Holloway y el productor Peter Davis estuvieron vinculados al proyecto en un momento dado Justin Lin firmó para dirigir el remakeEl título de la película es Highlander: The Reckoning.
El productor Neal H. Moritz dijo en una entrevista que querían ser fieles a la mitología de la serie Highlander en su conjunto, reconociendo que hay ciertas cosas entre los diferentes Highlanders, pero para mantenerse fieles a lo que la película original ofreció, mientras que la presentación de la nueva versión para los viejos y nuevos fanes de la franquicia.
La guionista de la serie Crepúsculo, Melissa Rosenberg, fue contratada para escribir el guion de Highlander en 2011. Justin Lin seguía vinculado a la dirección,pero en agosto, Lin abandonó la película debido a compromisos con otros proyectos.
En 2012, el director Juan Carlos Fresnadillo firmó para dirigir el remake. Se rumoreó que Vinnie Jones y Ray Stevenson habían sido considerados para el papel de Kurgan. Ryan Reynolds fue confirmado para interpretar a Connor MacLeod. Más tarde, en diciembre, Fresnadillo abandonó el proyecto debido a diferencias creativas y Reynolds también abandonó la película.
Highlander: The Series, el guionista y productor ejecutivo David Abramowitz se encargó de pulir el guion de la película en 2013. Cedric Nicolas-Troyan fue contratado para dirigirla en octubre. Al año siguiente, en noviembre, el estudio quería al actor Tom Cruise en el papel de Ramírez, pero Cruise estaba ocupado rodando Mission: Impossible - Rogue Nation y, al parecer, no estaba considerando futuros proyectos en ese momento Desde entonces, se rumorea que James Jaysen Bryhan interpretará a Ramírez.
El luchador convertido en actor Dave Bautista fue elegido para interpretar a The Kurgan en febrero de 2015.Nicolas-Troyan dijo que todavía estaba involucrado en el reboot,pero más tarde, en noviembre de 2016, Chad Stahelski fue confirmado para dirigir, y Ryan J. Condal fue traído para el guion. Stahelski reveló que el reboot estaba en "modo de desarrollo pesado" en junio de 2020.
Henry Cavill estaba en conversaciones para tener un papel principal en el reboot a partir de mayo de 2021, pero su papel era desconocido en ese momento hasta dos años más tarde.
En octubre de 2023, Lionsgate, propietaria de Summit Entertainment, seguía adelante con el reboot, con Cavill como MacLeod y Stahelski como director a partir de un guion de Mike Finch. El presupuesto de la película supera los 100 millones de dólares y entre los productores del proyecto se encuentran Joshua Davis, Moritz, Stahelski y Louise Rosner. Lionsgate pretendía vender la película a distribuidores internacionales en el American Film Market de 2023 y se esperaba que el rodaje comenzara a principios de 2024.

## Película de animación

### Highlander:The Search for Vengeance( (2007)
En 2007 se estrenó una película de anime, Highlander: The Search for Vengeance, que presenta al inmortal Colin MacLeod en el año 2187. La película existe en su propia continuidad, separada de las películas de acción real y de los programas de televisión. La historia se desarrolla en gran parte en una versión postapocalíptica de la Tierra e implica que los inmortales pueden utilizar su poder para alcanzar una velocidad y fuerza sobrehumanas.

## Televisión

### Highlander: La serie (1992-1998)
En 1992, se desarrolló un spin-off televisivo titulado Highlander: La serie. Se emitió en cadena desde el 3 de octubre de 1992 hasta el 16 de mayo de 1998. La serie era una continuación del largometraje de 1986, pero con una gran diferencia: los inmortales seguían existiendo después de 1985. El primer episodio de la segunda temporada confirmó que los acontecimientos de la película original de Highlander seguían ocurriendo en la continuidad de la serie de televisión, pero que la batalla de Connor contra el Kurgan no era el Encuentro y que no ganó el Premio, ya que en esta versión había muchos otros inmortales que seguían vivos en la Tierra en 1985. La serie introdujo a los Vigilantes, una organización de mortales que observan y registran la vida de los inmortales.
Adrian Paul interpretó a Duncan MacLeod, otro inmortal del mismo clan que Connor, nacido décadas después. Poco después de que Duncan se dé cuenta de que es inmortal, Connor lo encuentra y lo entrena durante años antes de que ambos se separen. Christopher Lambert retomó su papel de Connor MacLeod en el primer episodio y volvió a aparecer en varios episodios posteriores. La serie contó originalmente con Alexandra Vandernoot como Tessa Noël, el amor de Duncan, y Stan Kirsch como su joven amigo Richie Ryan. Otros personajes habituales de la serie fueron Philip Akin como Charlie DeSalvo, Jim Byrnes como Joe Dawson, Lisa Howard como Anne Lindsey, Michel Modo como el cómico Maurice y Peter Wingfield como el inmortal Methos. Roger Daltrey de The Who hizo apariciones recurrentes como Hugh Fitzcairn, el amigo inmortal de Duncan, mientras que Elizabeth Gracen hizo apariciones frecuentes como Amanda Darieux, una vieja amiga de Duncan y ocasional interés amoroso, una ladrona inmortal cuya popularidad la llevó a ser la estrella de la serie derivada Highlander: El Cuervo.
A lo largo de sus seis años de emisión, la serie contó con numerosas estrellas invitadas, como Joan Jett, Vanity, Richard Moll, Traci Lords, Sheena Easton, «Rowdy» Roddy Piper, Nia Peeples, Rae Dawn Chong, Eric McCormack, Sandra Bernhard, Claudia Christian y Ron Perlman. La serie fue coproducida en sindicación por socios internacionales como Gaumont, RTL Plus (Alemania), Rysher Distribution (Estados Unidos), Reteitalia Productions (Italia), Amuse Video (Japón) y TF1 (Francia). La serie tuvo altos índices de audiencia a nivel internacional, pero la audiencia cayó durante las dos últimas temporadas y terminó en 1998 después de seis años.
En 2008, se rodó un especial de reunión de 17 minutos titulado simplemente «Reunión», protagonizado por Peter Wingfield, Elizabeth Gracen y Jim Byrnes, que retomaban sus papeles en una breve historia que transcurría aproximadamente diez años después del final de la serie. El rodaje tuvo lugar en la casa del productor Peter Davis, en la playa, y los actores se ofrecieron voluntarios para interpretar sus papeles. La trama involucraba a Methos planeando casarse con una mujer mortal, mientras Amanda reflexionaba sobre su vida y sus ambiciones, y Joe Dawson se adaptaba a su retiro del servicio activo de Vigilante.

### Highlander: La serie animada (1994-1996)
Highlander: The Animated Series, estaba ambientada en el siglo XXVII, en una Tierra postapocalíptica gobernada ahora por un inmortal llamado Kortan. El héroe de la serie es un joven inmortal llamado Quentin MacLeod, al que pone voz Miklos Perlus, que es el último del Clan MacLeod y tiene como mentor a un inmortal llamado Don Vincente Marino Ramírez. Connor MacLeod apareció en un episodio durante una escena retrospectiva a finales del siglo XX, donde muere a manos de Kortan tras profetizar que el villano será derrotado algún día por Quentin. Para frenar la violencia, la serie crea una forma de que los inmortales transfieran voluntariamente su energía Quickening a otro, lo que permite a Quentin aumentar su poder sin matar.

### Highlander: The Raven (1998-1999)
Un spin-off de Highlander: The Series, fue protagonizada por Elizabeth Gracen en el papel de Amanda Darieux, un personaje recurrente que ya había interpretado en la serie original. Anteriormente conocida como una ladrona que a menudo evitaba la confrontación y la responsabilidad, la serie mostraba ahora a Amanda intentando convertirse en una mejor persona junto a un nuevo elenco de personajes secundarios. Highlander: The Raven duró una temporada debido a los bajos índices de audiencia y a los cambios en la forma de comercializar las series sindicadas.

## Series web

### Crónicas de Methos (2001)
The Methos Chronicles es una serie de televisión animada basada en Methos (Peter Wingfield), un inmortal de 5000 años introducido en Highlander: La serie. Wingfield puso voz al personaje en la serie, que sólo duró una temporada de ocho episodios. A principios de la década de 2000 se habló de desarrollar una serie de acción real con Wingfield, pero la serie nunca llegó a producirse. [Cita requerida]

## Otros medios

### Novelas
Se publicaron varias novelas de Highlander, incluida una novelización de la primera película por Garry Kilworth y una línea de libros basados en la serie de televisión por varios autores. Las 9 novelas Highlander publicadas por Warner Books son:
- The Element of Fire de Jason Henderson (octubre de 1995)

- Scimitar, de Ashley McConnell (febrero de 1996)

- Scotland the Brave de Jennifer Roberson (septiembre de 1996)

- Measure of a Man de Nancy Holder (mayo de 1997)

- The Path de Rebecca Neason (agosto de 1997)

- Zealot de Donna Lettow (noviembre de 1997)

- La sombra de la obsesión de Rebecca Neason (junio de 1998)

- El alma cautiva de Josepha Sherman (agosto de 1998)

- White Silence de Ginjer Buchanan (marzo de 1999)

Había una décima novela en preparación titulada Barricadas que iba a publicarse en julio de 1999, pero la autora Donna Lettow cayó enferma antes de poder terminarla y, cuando se recuperó, los libros ya no se publicaban.
Entre los libros de Highlander que no son de ficción figuran The Best of Highlander: The Book de Maureen Russell y Fearful Symmetry: The Essential Guide to All Things Highlander-una guía de las películas y la serie de televisión Highlander, con exploraciones de las películas y la serie, entrevistas con muchos de los actores clave delante y detrás de la cámara.

### Cómics
La serie de cómics Highlander de Dynamite Entertainment siguió a Connor MacLeod después de su batalla con el Kurgan en Nueva York, adoptando la idea de la serie de televisión de que ésta no era la batalla final por el Premio porque aún existían muchos inmortales en la Tierra. Le siguieron una miniserie que actuaba como precuela de la película original, Highlander: Way of the Sword, y una miniserie que explicaba el pasado de los Kurgan antes de conocer a Connor MacLeod, Highlander Origins: The Kurgan.
En 2015, Emerald Star Comics publicó Highlander 3030, escrito por Lennit Williams y Matt Kelly. El cómic era una historia con licencia oficial que seguía las aventuras de Connor MacLeod en un lejano futuro distópico, e incluso recibió apoyo en las redes sociales desde la cuenta oficial de Highlander en Facebook. Highlander 3030 solo tuvo un número publicado digitalmente y fue mal recibido por la crítica. En una entrevista en el podcast Ten Cent Takes, Kelly confirmó que el cómic tuvo problemas de producción, como que el dibujante inicial tuvo que abandonar por problemas de salud y que Davis-Panzer Productions exigió al dibujante sustituto, Dan Goodfellow, que dibujara el libro con un estilo que no era el suyo. Como tal, el libro fue un fracaso financiero y Emerald Star Comics quebró poco después.
En 2017, IDW Publishing publicó la miniserie Highlander: The American Dream, que también sirvió como precuela de la primera película de Highlander.

### Bandas sonoras
Las cinco películas de acción real de Highlander recibieron álbumes de bandas sonoras, así como Highlander: The Series, cuya banda sonora se publicó en dos volúmenes.Highlander: The Original Scores, un álbum con música de las tres primeras películas, se publicó en 1995 The Best of Highlander: The Series, con una selección de canciones de la serie, se publicó en 2002.

### Obras sonoras
Big Finish Productions tuvo temporalmente la licencia para producir obras sonoras originales de Highlander. Aunque muchos de los productos de Big Finish son radionovelas con reparto completo, algunos incluyen a un actor narrando la historia y varias partes mientras otro actor narra uno o dos papeles importantes. Este formato se siguió para los audios de Highlander. Los cuatro primeros audios están protagonizados por Adrian Paul en el papel de Duncan MacLeod y se publicaron mensualmente a partir de junio de 2009. Las historias se sitúan después de Highlander: Endgame. En el audio Kurgan Rising, tanto el Kurgan como Connor MacLeod parecen volver de entre los muertos.
Big Finish lanzó una segunda serie de cuatro historias en audio de Highlander, cada una basada en uno de los Cuatro Jinetes: Kronos, por Valentine Pelka; Silas, por Richard Ridings; Caspian, por Marcus Testory; y Methos, por Peter Wingfield.

### Videojuegos
Highlander, un videojuego relacionado con la primera película, se lanzó para ordenadores domésticos en 1986. El jugador se enfrentaba a algunos adversarios de la película, a cada uno de los cuales había que golpear tres veces para derrotarlo. Tuvo escasa acogida.
En 1995 salió a la venta Highlander: The Last of the MacLeods, un videojuego basado en Highlander: The Animated Series, para el Atari Jaguar CD.
Kalisto Entertainment planeó un videojuego de rol multijugador masivo en línea de Highlander. Tras el cierre de la desarrolladora, los derechos de la franquicia de videojuegos Highlander pasaron a manos de SCi Entertainment en 2004.La nueva desarrolladora decidió no lanzar un videojuego de Highlander. Los tráileres mostraban que el título del juego habría sido Highlander: The Gathering.
Highlander: The Game y una versión para PC de Highlander: The Last of the MacLeodstambién se cancelaron.

### Juegos de cartas coleccionables
Highlander: The Card Game es un juego de cartas coleccionables producido por La Montagnard Inc. que simula una lucha a espada entre dos inmortales.